# 樟粉蝨
樟粉蝨（学名：Gigaleurodes cinnamomi）为粉蝨科巨粉蝨屬下的一个种。